# Puchar Ligi Ukraińskiej w piłce nożnej
Puchar Ligi Ukraińskiej (ukr. Кубок Ліги) – cykliczne rozgrywki piłkarskie, przeprowadzane systemem pucharowym, organizowane corocznie (co sezon) w latach 1999–2001 oraz w sezonie 2009/10 przez Ukraińską Profesjonalną Ligę Piłki Nożnej (PFL) dla ukraińskich, męskich, profesjonalnych drużyn klubowych z Drugiej Ligi oraz kilku zespołów amatorskich.

## Historia
Rozgrywki o nazwie Puchar Drugiej Ligi zostały zainaugurowane w sezonie 1999/2000 przez PFL, ale już po zakończeniu drugiej edycji 2000/2001 zdecydowano zrezygnować z nich. Turniej nie był popularny, kluby Drugiej Ligi nie angażowały się w jego zdobycie, a zainteresowanie kibiców też było znikome.
W sezonie 2009/2010 turniej został reaktywowany o nazwie Puchar Ligi. Do rozgrywek zgłosiło się 24 klubów z Drugiej Ligi oraz niektóre zespoły amatorskie. Turniej został organizowany w celu zwiększenia liczby oficjalnych meczach dla drugoligowych zespołów (w 2009 roku liczba drużyn ligowych stanowiła - 12 w grupie A i 14 w grupie B) oraz w celu poszerzenia rozgrywek piłkarskich, promowania i wzmacniania prestiżu zawodowego futbolu na Ukrainie. W meczu finałowym Nywa Winnica zwyciężyła aż 4:0 Hirnyk-Sport Komsomolsk. Po zakończeniu rozgrywek postanowiono zawiesić rozgrywki.

## Format
W pierwszych dwóch sezonach 1999/2000 oraz 2000/2001 w rozgrywkach mogły uczestniczyć tylko kluby występujące w danym sezonie w Drugiej Lidze. Rozgrywki rozpoczynano od rundy wstępnej. Zwycięzcy awansowali do pierwszej rundy - 1/16 finału. Każda runda składała się z meczu i rewanżu (w pierwszym sezonie) lub jednego meczu (w drugim sezonie) pomiędzy klubami. Zwycięzca kwalifikował się do dalszych gier, a pokonany odpadał z rywalizacji. W wypadku kiedy w regulaminowym czasie gry padł remis zarządzana była dogrywka, a jeśli i ona nie przyniosła rozstrzygnięcia, to dyktowane były rzuty karne. Półfinaliści rozgrywek również startowali w Pucharze Ukrainy.
W rozgrywkach sezonu 2009/10 mogły uczestniczyć kluby występujące w danym sezonie w Drugiej Lidze oraz zespoły amatorskie. Rozgrywki rozpoczynano od etapu grupowego (8 grup po 3 drużyny). Zwycięzcy oraz drużyny z drugiego miejsca awansowali do pierwszej rundy - 1/8 finału. Każda runda składała się z jednego meczu pomiędzy klubami. Jeśli w ciągu 90 minut nie wyłoniono zwycięzcy, to drużyny po krótkiej przerwie kontynuowały grę przez dodatkowe 30 minut. Jeżeli dalej był remis, to wyznaczano serię karnych. Półfinał składał się z meczu i rewanżu, a finał z jednego meczu na boisku neutralnym. Zdobywca Pucharu również startował w Pucharze Ukrainy.

## Zwycięzcy i finaliści
| Sezon                                                        | K | K | T | Zwycięzca          | Wynik | Finalista               | Data, miejsce                         | Br. | Król strzelców                                                                                 | Uwagi          |
| Puchar Drugiej Ligi Ukrainy (ukr. Кубок другої ліги України) |   |   |   |                    |       |                         |                                       |     |                                                                                                |                |
| 1999/00                                                      |   |   | 1 | Borysfen Boryspol  | 2:0   | SK Chersoń              | 06.05.2000, Stadion Dynamo, Kijów     | 6   | Ołeh Rak (Borysfen Boryspol)                                                                   | 44 kluby       |
| 2000/01                                                      |   |   | 1 | Polissia Żytomierz | 4:0   | Tytan Armiańsk          | 09.05.2001, Stadion CSKA, Kijów       | 5   | Hennadij Skidan (Polissia Żytomierz), Eduard Bahirow (Sokił Złoczów)                           | 44 kluby       |
| 2002–2008                                                    |   |   |   |                    |       |                         |                                       |     |                                                                                                | nie rozgrywano |
| Puchar Ligi Ukraińskiej (ukr. Кубок Ліги з футболу)          |   |   |   |                    |       |                         |                                       |     |                                                                                                |                |
| 2009/10                                                      |   |   | 1 | Nywa Winnica       | 4:0   | Hirnyk-Sport Komsomolsk | 06.06.2010, Stadion Nika, Oleksandria | 5   | Ołeksandr Poliszczuk (Weres Równe), Rusłan Kaczur (Nywa Winnica), Dmytro Koźban (Nywa Winnica) | 24 kluby       |

Uwagi:

- wytłuszczono i kursywą oznaczone zespoły, które w tym samym roku wywalczyły mistrzostwo i Puchar kraju (dublet),
- wytłuszczono zespoły, które zdobyły mistrzostwo ligi,
- kursywą oznaczone zespoły, które zdobyły Puchar kraju.
- skreślono rozgrywki nieoficjalne.

## Statystyki
W dotychczasowej historii oficjalnych rozgrywek o Puchar Ligi Ukraińskiej na podium oficjalnie stawało w sumie 6 drużyn. Liderami klasyfikacji są Borysfen Boryspol, Nywa Winnica i Polissia Żytomierz, którzy zdobyli trofeum po 1 razu.
Stan na 22.04.2023 
| Lp.                | Klub                    | Zdobywca | Finalista         | Zwycięskie sezony | Przegrane finały |   |   |         |  |
| ------------------ | ----------------------- | -------- | ----------------- | ----------------- | ---------------- | - | - | ------- |  |
| Lp.                | Klub                    | 1.       | Borysfen Boryspol | Zwycięskie sezony | Przegrane finały | 1 | 0 | 1999/00 |  |
| Polissia Żytomierz | 1                       | 1.       | 0                 | 2000/01           |                  |   |   |         |  |
| Nywa Winnica       | 1                       | 1.       | 0                 | 2009/10           |                  |   |   |         |  |
| 4.                 | SK Chersoń              | 0        | 1                 |                   | 1999/00          |   |   |         |  |
| 4.                 | Tytan Armiańsk          | 0        | 1                 |                   | 2000/01          |   |   |         |  |
| 4.                 | Hirnyk-Sport Komsomolsk | 0        | 1                 |                   | 2009/10          |   |   |         |  |

### Klasyfikacja według miast
Stan na 22.04.2023 
| Miasto    | Liczba tytułów | Kluby                  |
| --------- | -------------- | ---------------------- |
| Boryspol  | 1              | Borysfen Boryspol (1)  |
| Winnica   | 1              | Nywa Winnica (1)       |
| Żytomierz | 1              | Polissia Żytomierz (1) |